# Carlo Ricciotti
Carlo Ricciotti, né le 11 juillet 1675 à Frosinone et décédé en juillet 1756 à La Haye, est un  violoniste, compositeur et directeur d'opéra italien.

## Biographie
On connaît peu de choses de la vie de Ricciotti. 
Il s’est probablement formé à Naples, puis à Rome. À partir de 1702, il est membre de la société française de l'opéra de La Haye. Il prend la direction de l'opéra en 1725. Par ailleurs, il travaille comme professeur de musique, entre autres auprès du comte Unico Wilhelm van Wassenaer. 
Dans les années 1740, il se fait un nom par les concerts qu'il organise dans le château de Kneuterdijk, palais des Wassenaer. La mort de Riciotti est annoncée le 13 juillet 1756 à La Haye.

## Concerti armonici
Ricciotti se fait connaître par la publication de six « concerti armonici », pour lesquels il est considéré comme l'un des auteurs possibles.  Ils sont en effet publiés à La Haye en 1750 sans indication d'auteur, avec une dédicace au comte Willem Bentinck. Seule la préface porte la signature de Ricciotti. Dans la préface à la première édition, les  œuvres sont attribuées à une personne de noble extraction pas nommée.
Par le passé Johann Adam Birkenstock, Fortunato Chelleri, mais surtout Jean-Baptiste Pergolèse, voire Georg Friedrich Haendel ont été  considérés par les musicologues comme des auteurs possibles  des concerti. Dans une réimpression de 1775, à Londres, chez l'éditeur de musique John Walsh, c'est Ricciotti qui figure comme compositeur. En revanche, dans une édition du début de XIXe siècle conservée à la Bibliothèque du Congrès à Washington, ils sont attribués à Pergolèse. C'est avec ce titre et cette attribution que le monde musical et musicologique devient familier des concerti armonici.
En 1979, Albert Dunning, l'historien de musique spécialiste de Pietro Locatelli, découvre la partition autographe dans le château de Twickel, propriété des Wassenaer, et identifie Unico Wilhelm van Wassenaer comme étant l'auteur des « concerti armonici ».

## Littérature
- (la) Albert Dunning, Count Unico Wilhelm Van Wassenaer (1692-1766) : a master unmasked or the Pergolesi-Ricciotti puzzle solved, Buren, Buren, 1980 (ISBN 90-6027-400-8)
- Albert Dunning et Eric Dunning, Sei concerti armonici, Turnhout, Brepols, 2003, 268 p. (ISBN 978-2-503-51460-4)